# ناحیه سی المحجوب
ناحیه سی المحجوب (به عربی: دائرة سی المحجوب) یک ناحیه در الجزایر است که در استان مدیه واقع شده‌است.